# Vlastní životopis (Charles Darwin)
Vlastní životopis (The Autobiography of Charles Darwin) je název autobiografie Charlese Darwina. 
Darwin napsal životopis s názvem "Recollections of the Development of my Mind and Character"  (Vzpomínky na vývoj mé mysli a charakteru) mezi 28. květnem a 3. srpnem 1876 (v 67 letech, 6 let před svou smrtí). Původně text zamýšlel jen pro svou rodinu.
Publikován byl poprvé roku 1887 v knize The Life and Letters of Charles Darwin, including an autobiographical chapter. Toto vydání bylo editováno jeho synem Francisem, který z něj vyňal několik pasáží kritických ke křesťanství. Plný text byl vydán díky Darwinově vnučce Noře Barlow roku 1958 při příležitosti stého vydání O původu druhů.

## Česká vydání
- Vlastní životopis Darwinův, Jan Otto, Praha 1914, přeložila B. Němcová, 143 stran
- Vlastní životopis, Život a práce, 1950, přeložil Vladimír. J. A. Novák, 122 stran